# Valea lui Opriș, Cluj
Valea lui Opriș este un sat în comuna Chiuiești din județul Cluj, Transilvania, România.

## Galerie de imagini

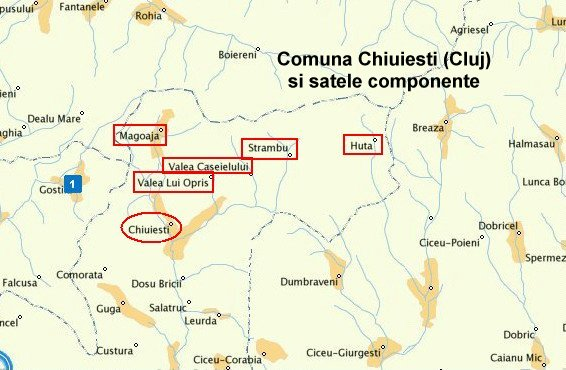
Comuna Chiuieşti și satele componente